# Coupe du monde des bajas tout-terrain 2024
Navigation
2023 2025
La coupe du monde des bajas tout-terrain 2024 est la 6e édition de la coupe du monde des bajas tout-terrain (en), compétition organisée par la Fédération internationale de l'automobile (FIA). Elle compte huit épreuves à son calendrier.

## Calendrier
| Manche | Début       | Fin         | Course                   |
| ------ | ----------- | ----------- | ------------------------ |
| 1      | 10 février  | 10 février  | Saudi Baja               |
| 2      | 25 mai      | 25 mai      | Baja Greece              |
| 3      | 28 juillet  | 28 juillet  | Baja España-Aragón       |
| 4      | 25 août     | 25 août     | Baja Poland              |
| 5      | 19 octobre  | 19 octobre  | Baja Portalegre          |
| 6      | 2 novembre  | 2 novembre  | Qatar Baja               |
| 7      | 17 novembre | 17 novembre | Dubai International Baja |
| 8      | 30 novembre | 30 novembre | Jordan Baja              |